# Johannes Uyttenbogaert

Wtenbogaert door Jacob Adriaensz. Backer (1638)

Johannes Uyttenbogaert, veelal 'Wtenbogaert' gespeld, (Utrecht, 11 februari 1557 – Den Haag, 4 september 1644) was een Nederlandse predikant en prozaschrijver uit de Gouden Eeuw.

## Biografie
Uyttenbogaert werd geboren als zoon van August Uyttenbogaert. Hij studeerde met Arminius in Genève en hij werd in 1584 predikant te Utrecht en na een periode als veldprediker, in 1591 te Den Haag. Uyttenbogaert was een belangrijke kerkelijke figuur in zijn tijd. Niet alleen was hij de hofprediker van prins Maurits, ook was hij een leider bij het indienen van de Remonstrantie van 1610. Een van de punten uit het proteststuk dat werd neergelegd bij de Staten-Generaal was dat er verscheidenheid in religieuze opvatting mogelijk moest zijn.
Tijdens het Twaalfjarig Bestand raakte hij in conflict met de contraremonstrantse prins Maurits en viel in ongenade. Na de gevangenneming van Johan van Oldenbarnevelt in 1618 vluchtte hij het land uit. In 1626, na de dood van prins Maurits, keerde hij terug naar Nederland, waar hij weer predikant werd. Hij overleed op 87-jarige leeftijd in Den Haag.
Rembrandt (1633) en Jacob Adriaensz. Backer (1638) schilderden zijn portret. Volgens de documentaire Het Raadsel van Rembrandt zou Rembrandt het portret in één dag hebben voltooid, zo zou blijken uit het dagboek dat van Johannes Uyttenbogaert bewaard is gebleven.

## Werken
- Ses de laetste Predicatiën, 1639
- Kerkelicke Historie, 1646